# 陈东启
陈东启（1912年—？），男，奉天（今辽宁）辽阳人，中国法医血清学家，曾任中国医科大学法医系主任、教授。